# Mavid Popović
Mavid Popović eigentlich Milivoje Popović-Mavid (* 12. September 1909 in Šabac, Serbien; † 5. Juli 1994 in Belgrad, Jugoslawien) war ein jugoslawischer Schauspieler.
Bekannt wurde er durch seine Rolle als Intschu-tschuna in Winnetou 1. Teil. Danach hatte er noch kleinere Rollen in weiteren Karl-May-Filmen, bevor er dann in dem DEFA-Indianerfilm Weiße Wölfe mitspielte. 

## Filmografie (Auswahl)
- 1963: Winnetou 1. Teil
- 1964: Old Shatterhand
- 1964: Freddy und das Lied der Prärie
- 1965: Der Schatz der Azteken
- 1965: Die Pyramide des Sonnengottes
- 1965: Der Ölprinz
- 1966: Graf Bobby, der Schrecken des Wilden Westens
- 1968: Weiße Wölfe
- 1969: Fräulein Doktor
- 1969: Mit mir nicht, Madam!
- 1970: Tödlicher Irrtum